# Treno di notte per Lisbona (romanzo)
Treno di notte per Lisbona è un romanzo scritto dal filosofo svizzero Peter Bieri con lo pseudonimo di Pascal Mercier.

## Trama
Un giorno come tanti in cui si reca al lavoro nel liceo di Berna dove insegna latino, il prof. Gregorius s'imbatte in una donna che getta una lettera dal ponte sul fiume. Credendo voglia suicidarsi, Gregorius si ferma, ma lei gli parla in portoghese e gli scrive sulla fronte un numero di telefono con un pennarello per non dimenticarlo. Da questo momento la vita di Gregorius è sconvolta, come se in lui fosse scattato un interruttore; si reca in una biblioteca specializzata dove acquista un libro in portoghese, scritto da un certo Amadeu de Prado.
Improvvisamente decide di partire in treno per Lisbona, abbandonando tutta la propria vita, la scuola e i suoi studenti. Durante il viaggio cerca di leggere, con l'aiuto d'un dizionario, il libro di Prado che contiene le sue profonde riflessioni sulla vita:
(Amadeu de Prado, nota scritta all'età di 17 anni)
Arrivato a Lisbona, Gregorius prende alloggio in un albergo e comincia a indagare su Amadeu de Prado, scoprendo ben presto che è morto alla vigilia della rivoluzione dei garofani che nel 1974 ha rovesciato la dittatura: il dott. Prado aveva salvato dalla morte Rui Luis Mendes, il "boia di Lisbona", probabile responsabile dell'assassinio di Humberto Delgado, candidato dell'opposizione alle elezioni presidenziali del 1958. La gente aveva voltato le spalle a Prado.
Gregorius si reca nella casa dove ha vissuto Prado e vi trova l'anziana sorella Adriana, che conserva ancora la stanza del defunto com'era trent'anni prima, al momento della morte. La donna si dimostra piuttosto ostile, come se volesse tenere per sé la memoria del fratello.
Per aiutare Gregorius invece, un'oculista di nome Mariana gli procura un colloquio con lo zio João Eça, vecchio oppositore del regime salazarista. João e Amadeu si conobbero in Inghilterra nei primi Anni Cinquanta, poi nel 1965 il medico tornò a cercarlo per chiedere d'entrare nella resistenza come espiazione per avere salvato la vita di Mendes. Così cominciò a lavorare in segreto contro il regime. Il padre di Amadeu, un magistrato, s'era suicidato nel 1954 forse per il rimorso d'avere collaborato con un regime illegittimo. Gregorius si reca a casa sua e incontra la figlia Rita detta Mélodie, sorella di Amadeu, “una fanciulla che quando si muoveva sembrava non toccare il suolo” aveva scritto l'autore dilettante. Mélodie non sa della pubblicazione del libro.
Gregorius riesce anche a rintracciare padre Bartolomeu Lourenço de Gusmão, insegnante al liceo di Prado; l'anziano religioso testimonia che Amadeu dimostrava un'intelligenza particolare, e che gli insegnanti erano divisi tra coloro che lo detestavano e coloro che l'amavano. Amadeu amava una compagna di scuola, Maria João, e un amico strettissimo, Jorge O'Kelly, con il quale avrebbe in seguito militato nella resistenza. Maria João era una coetanea di famiglia povera, che lui osservava dalle finestre del liceo, e che non ammise mai nei propri affetti.
Padre Bartolomeu consegna a Gregorius il testo dell'ardita allocuzione che Amadeu pronunciò davanti al preside e al corpo insegnanti del liceo al momento del diploma, intitolata Riverire e aborrire la parola di Dio, nella quale esplicitò il conflitto interiore tra la bellezza della parola nelle Sacre Scritture e i dubbi che l'attraversavano dopo la lettura di tutti gli altri libri:
(dalla Locuzione di Amadeu de Prado)
È Adriana che racconta a Gregorius di quando il medico salvò Mendes e che gli consegna un memoriale scritto dal fratello. Fu lei a fare stampare il libro delle sue poesie.
Gregorius si reca a trovare Jorge, l'ex compagno di scuola e di lotta di Amadeu, attualmente farmacista in città. Il distacco dei due è dovuto alla condanna a morte di Estefânia Espinhosa, membro della resistenza, da parte dei suoi stessi compagni.
Dopo due settimane, Gregorius fugge da Lisbona e torna a casa in aereo. Sembra intenzionato a rivedere tutta la propria vita e le scelte che l'hanno portato a essere l'uomo che è oggi, a partire dalla decisione di non accettare, da ragazzo, un incarico d'istitutore a Isfahan, in Iran. Neppure nella propria città però riesce a trovare un senso, ormai non è più l'uomo di prima e si rassegna a tornare a Lisbona.
S'iscrive a una scuola per imparare il portoghese e diventa il confidente di Adriana per tutto ciò che riguarda il fratello, come se la donna volesse condividere con qualcuno il segreto d'una vita. A giudicare da ciò che ha lasciato scritto, Prado era torturato da dubbi morali che lo mettevano in conflitto con la religione, ben presto abbandonata (alcuni lo chiamavano “il prete ateo”). Estefânia Espinhosa era una ragazza che lavorava alle Poste, molto attiva nella resistenza; usciva con Jorge ma era innamorata di Amadeu. Estefânia aveva una memoria totale, conosceva per esempio tutto l'elenco telefonico, grazie a lei si poteva evitare di lasciare documenti compromettenti. Ma questo vantaggio s'era trasformato in un problema quando la PIDE, la polizia segreta, cominciò a sospettare di lei. Jorge si convinse che Estefânia doveva morire per evitare di compromettere l'intera rete di resistenza di Lisbona nel caso fossero riusciti a farla confessare sotto tortura.
Amadeu fu sconvolto da questa decisione di Jorge. Forse anche lui, dopo la morte della moglie Fatima, cominciava a pensare di potersi rifare la vita con un'altra donna ed Estefânia era capitata nel momento giusto. Adriana, alla quale il fratello aveva salvato la vita liberandola da un'occlusione della trachea, s'era interamente dedicata a lui, lavorando come infermiera nello studio medico e trasferendosi a casa sua dopo la scomparsa di Fatima. Adriana era stata follemente gelosa di Estefânia, aveva subito capito la passione che Amadeu stava covando:
Per salvare Estefânia dalla condanna a morte, Amadeu riesce a farla espatriare clandestinamente, lei si nasconde a Salamanca in Spagna.
Gregorius comincia ad accusare giramenti di testa e sviene in biblioteca. Seriamente preoccupato per la propria salute, decide di tornare a casa e prende congedo da tutti coloro che ha conosciuto a Lisbona. Adriana gli consegna le ultime lettere scritte dal fratello dopo l'affare di Estefânia. Mentre torna in treno verso la Svizzera però s'alza e scende alla stazione di Salamanca, dove dovrebbe ancora vivere Estefânia. Il giorno dopo si reca all'Università dove lei insegna storia. La donna, che è vicina ai 60 anni, è colpita dal suo arrivo, e racconta della sbandata che aveva preso per Amadeu e del modo in cui lui aveva cauterizzato il proprio amore nel timore di lasciarsi andare.
Gregorius rientra a Berna portando con sé i ricordi portoghesi. La sua vita ormai è sconvolta. Dopo pochi giorni entra in clinica per sottoporsi ad accertamenti medici.

## Edizioni
Pascal Mercier, Treno di notte per Lisbona, collana coll. Oscar Contemporanea, traduzione di Elena Broseghini, Mondadori, 2008,  p. 431, ISBN 978-88-04-57439-2.